# Liste der Baudenkmäler in Mittelsinn
Auf dieser Seite sind die Baudenkmäler in der unterfränkischen Gemeinde Mittelsinn zusammengestellt. Diese Tabelle ist eine Teilliste der Liste der Baudenkmäler in Bayern. Grundlage ist die Bayerische Denkmalliste, die auf Basis des Bayerischen Denkmalschutzgesetzes vom 1. Oktober 1973 erstmals erstellt wurde und seither durch das Bayerische Landesamt für Denkmalpflege geführt wird. Die folgenden Angaben ersetzen nicht die rechtsverbindliche Auskunft der Denkmalschutzbehörde.
 Diese Liste gibt den Fortschreibungsstand vom 15. April 2020 wieder und enthält 6 Baudenkmäler.

## Baudenkmäler
| Lage                                                            | Objekt                                                   | Beschreibung | Akten-Nr.    | Bild           |
| --------------------------------------------------------------- | -------------------------------------------------------- | --- | ------------ | -------------- |
| Bahnhofstraße 1 (Standort)                                      | Bahnhofsgebäude                                          | Zweieinhalbgeschossiger Walmdachbau mit hölzernem Schleppdachanbau, Backstein mit Sandsteingliederung, Neorenaissance, um 1875 | D-6-77-159-1 | BW             |
| Erbsenhafen; auf dem Mittelsinner Berg nahe Wegkreuz (Standort) | Grenzstein                                               | Um 1700 nicht nachqualifiziert, im Bayerischen Denkmal-Atlas nicht kartiert | D-6-77-159-7 | BW             |
| Nähe Friedhofsweg (Standort)                                    | Friedhofskreuz                                           | Inschriftsockel mit Kruzifix, Sandstein, neugotisch, bezeichnet „1910“ | D-6-77-159-2 | BW             |
| Hauptstraße 41 (Standort)                                       | Ehemaliges Forsthaus                                     | Zweigeschossiger Walmdachbau mit verputztem Fachwerkobergeschoss und geohrten Sandsteinrahmungen im Erdgeschoss, Ende 18. Jahrhundert, Erdgeschoss teilweise verändert                                                                     | D-6-77-159-3 | BW             |
| Schulplatz 3 (Standort)                                         | Gefallenendenkmal für die Soldaten der beiden Weltkriege | Reliefsockel mit obeliskartigem reliefiertem Aufbau, Kalkstein, zweites Viertel 20. Jahrhundert | D-6-77-159-5 | BW             |
| Schulplatz 5 (Standort)                                         | Evangelisch-lutherische Pfarrkirche St. Jakobus          | Chorturmkirche mit Satteldach und hohem verschiefertem Spitzhelm, Putzmauerwerk mit Sandsteinrahmungen, gotischer Turm Anfang 14. Jahrhundert, nachgotische Erhöhung 1592, barockes Langhaus 1734, barocke Sakristei 1752; mit Ausstattung | D-6-77-159-4 | weitere Bilder |
| Schulplatz 5 (Standort)                                         | Kirchhof, Kirchhofmauer                                  | Unverputzter Sandstein, 18. Jahrhundert; vermauerte oder neu aufgestellte Grabplatten, Sandstein, 17./18. Jahrhundert u. a. bezeichnet „1721“ und „1626“                                                                                   | D-6-77-159-4 | weitere Bilder |